# Paramphilius baudoni
Paramphilius baudoni es una especie de pez de la familia Amphiliidae en el orden de los Siluriformes.

## Morfología
• Los machos pueden llegar alcanzar los 7,5 cm de longitud total.

## Hábitat
Es un pez de agua dulce y de clima tropical.

## Distribución geográfica
Se encuentran en África: Camerún (río Lokoundjé), Gabón (río Ogooué) y República del Congo  (río Kouilou). También está presente en la  cuenca del río Sangha (cuenca del río Congo ).